# Vaga (Morovis)
Vaga es un barrio ubicado en el municipio de Morovis en el estado libre asociado de Puerto Rico. En el Censo de 2010 tenía una población de 471 habitantes y una densidad poblacional de 53,85 personas por km².

## Geografía
Vaga se encuentra ubicado en las coordenadas 18°16′37″N 66°27′3″O / 18.27694, -66.45083. Según la Oficina del Censo de los Estados Unidos, Vaga tiene una superficie total de 8.75 km², que corresponden a tierra firme.

## Demografía
Según el censo de 2010, había 471 personas residiendo en Vaga. La densidad de población era de 53,85 hab./km². De los 471 habitantes, Vaga estaba compuesto por el 87.47% blancos, el 8.92% eran afroamericanos, el 1.91% eran de otras razas y el 1.7% pertenecían a dos o más razas. Del total de la población el 99.79% eran hispanos o latinos de cualquier raza.